# Preludio y fuga en si menor, BWV 544

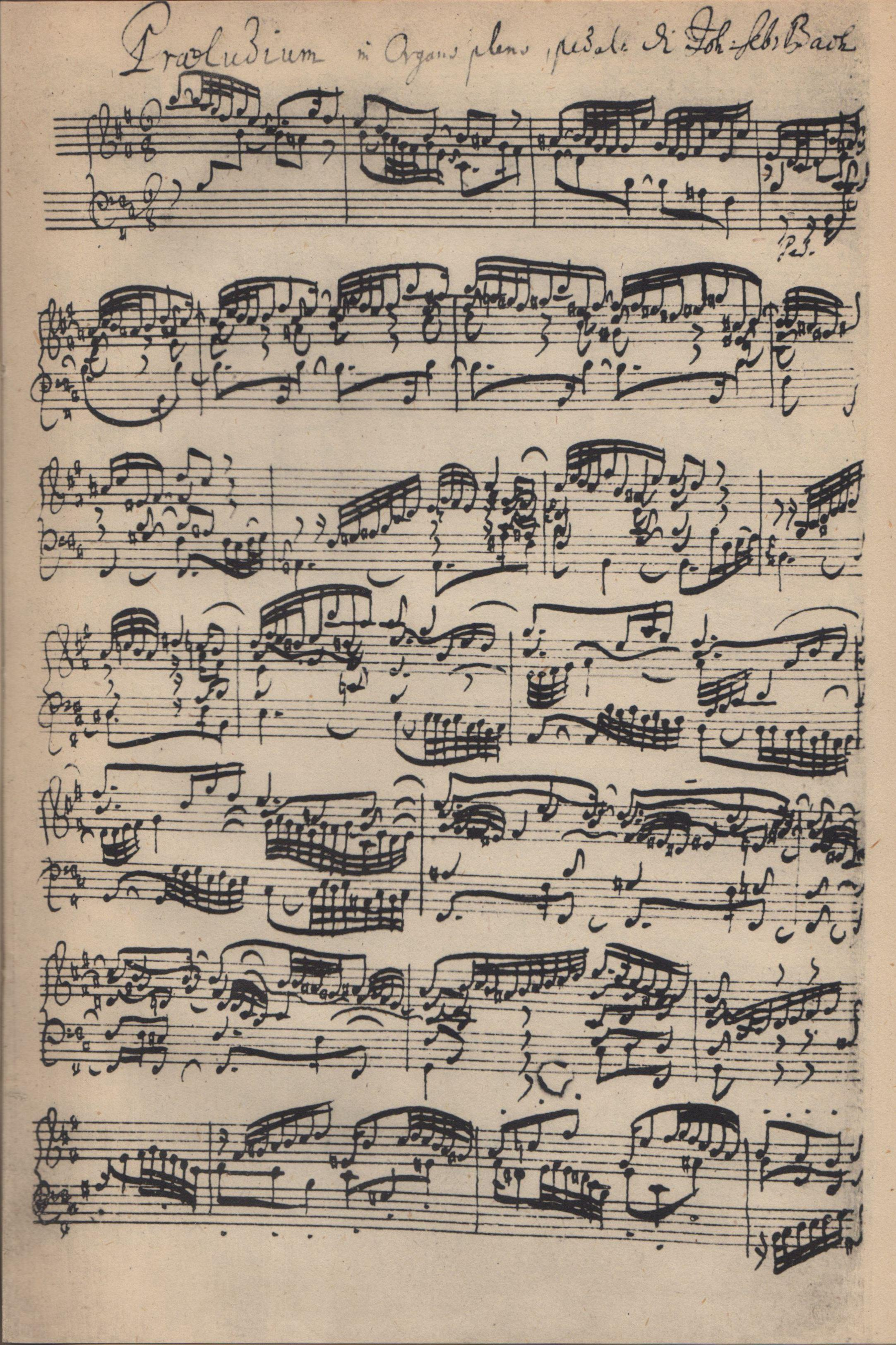
El comienzo del Preludio BWV 544, manuscrito de Johann Sebastian Bach.

El Preludio y fuga en si menor, BWV 544, es una pieza de música para órgano escrita por Johann Sebastian Bach en algún momento entre 1727 y 1731, durante su estancia en Leipzig. Al contrario que en otros de sus preludios y fugas para órgano, se conserva la copia autógrafa en limpio de la partitura.

## Historia
Debido a su naturaleza melancólica, el efecto en si menor y los elementos musicales de la obra, se piensa que sus correspondientes movimientos se interpretaron como preludio y posludio junto con la cantata en si menor Laß, Fürstin, laß noch einen Strahl, BWV 198, que se interpretó el 17 de octubre de 1727 en la iglesia universitaria de Leipzig como oda fúnebre a Cristiana Eberardina, esposa de Augusto II de Polonia, elector de Sajonia y rey de Polonia. El manuscrito autógrafo, junto con el del Preludio y fuga en mi menor, BWV 548, que parece que fue escrito en la misma época, comparten la misma marca de agua y estilo de escritura, lo que indicaría un período de composición que va entre 1727 y 1731.

## Composición

### Preludio
Este movimiento se caracteriza por sus escalas en fusas estrechamente entrelazadas, suspensiones, efectos dramáticos del pedal de octava, tensión a través de la repetición y armonías con apoyaturas. Al tema inicial le siguen episodios contrastantes en forma de fuga. La compleja estructura en ritornelo de este preludio hace que la obra sea estructuralmente parecida a la de otras obras de madurez para órgano, como los preludios BWV 548 y BWV 546.

### Fuga

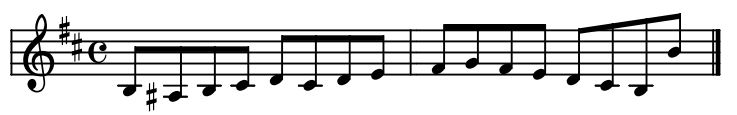
El tema de la fuga

La fuga en compás de 4/4 () está más restringida en comparación con el preludio en 6
8. Contiene un tema relativamente sencillo que evoluciona por saltos de una sola nota hacia arriba y hacia abajo en la escala de si menor.

## Arreglos

### Transcripciones para piano
La pieza ha sido incluida en las transcripciones de Franz Liszt de los seis «Grandes» preludios y fugas para órgano de Bach, BWV 543-548, para piano solo (S. 462). La pieza también fue transcrita por Ivan Karlovitsch Tscherlitzky.